# Хирле-Сиры
Хи́рле-Си́ры (чув. Хĕрлĕçыр) — деревня в Ядринском районе Чувашской Республики. Входит в состав Николаевского сельского поселения.

## География
Находится в западной части Чувашии, на расстоянии приблизительно 18 км на юго-восток по прямой от районного центра города Ядрин правом берегу речки Арбашка.

## История
Известна с 1795 года как выселок нынешнего села Хочашево, когда здесь было учтено 20 дворов. В 1858 году было учтено 220 жителей, в 1897—344 жителя, в 1926 — 85 дворов, 393 жителя, в 1939—429 жителей, в 1979—336. В 2002 году было 85 дворов, в 2010 — 66 домохозяйств. В 1934 году был образован колхоз «Красный обрыв», в 2010 действовал СХПК «Выльский».

## Население
Постоянное население составляло 221 человек (чуваши 99 %) в 2002 году, 178 в 2010.